# 平野白峰
平野 白峰（ひらの はくほう、明治12年（1879年）-昭和32年（1957年））は、昭和時代に活躍した京都の版画家。

## 来歴
明治12年、京都に生まれる。独学で浮世絵や様々な日本画の画風を研究している。昭和7年（1932年）、渡辺版画店より、それまでの浮世絵の研究成果を生かした新版画「湯上り」、「鏡の前」という美人画2点を発表した。白峰の美人画は5点が知られており、シンプルな墨の線により描写されており、浮世絵版画に影響を受けていることが顕著である。また、昭和11年（1936年）にアメリカ合衆国のトレド美術館で開催された第2回日本現代版画展に前述の2点の作品を出品している。

## 作品
- 「鏡の前（対鏡）」　渡辺版画店　木版画　アーサー・M・サックラー・ギャラリー所蔵　昭和7年
- 「女後ろ姿」 渡辺版画店　木版画　東京国立近代美術館所蔵　昭和11年（1936年）
- 「女座像」　渡辺版画店　木版画　東京国立近代美術館所蔵
- 「夏姿（別府）」　渡辺版画店　木版画　昭和11年（1936年）

## 参考図書
- 秘蔵浮世絵大観　ムラー・コレクション　楢崎宗重編、講談社、1990年
- よみがえる浮世絵　うるわしき大正新版画展　東京都江戸東京博物館編、東京都江戸東京博物館、朝日新聞社、2009年